# Bessé-sur-Braye
Bessé-sur-Braye är en kommun i departementet Sarthe i regionen Pays de la Loire i nordvästra Frankrike. Kommunen ligger i kantonen Saint-Calais som tillhör arrondissementet Mamers. År 2022 hade Bessé-sur-Braye 2 025 invånare.

## Befolkningsutveckling
Antalet invånare i kommunen Bessé-sur-Braye
| Referens: INSEE |